# Albinia buccalis
Albinia buccalis är en tvåvingeart som beskrevs av Jean-Baptiste Robineau-Desvoidy 1830. Albinia buccalis ingår i släktet Albinia och familjen parasitflugor.
Artens utbredningsområde är Frankrike. Inga underarter finns listade i Catalogue of Life.